# 前谷正弘
前谷 正弘（まえたに まさひろ、 1967年（昭和42年）9月1日-）は、日本の実業家、元漫才師。岡山県岡山市出身。かつてはきびの だんごの芸名でタレントとして活動していた。

## 来歴・人物
岡山市立芳泉中学校を卒業後、単身大阪に出て、吉本総合芸能学院(NSC)に2期生として入学。NSC卒業後の1984年に月亭八方に入門。当初の芸名は八戒。その後岡山県出身であったことから県の名産品「きびだんご」にちなんで付けられた。1985年にNSCの同期生である太平かつみと共に漫才コンビ「どんきほ〜て」を結成。1987年に「ABCお笑い新人グランプリ」（朝日放送主催）で最優秀新人賞を受賞するなど数々の賞を獲得するが、人気絶頂期の1999年に、妻（のちに離婚）の父が経営するディスカウントチェーン店『ジャパン（現・スギホールディングス）』に就職するために解散し、芸能界を引退。後に妻と離婚し、ジャパンを退社する。
ジャパン退社後は、インターネット会社や株式会社フドウ（ソフトウェア開発業）の専務取締役営業本部長、ワールド・ロジ（物流会社）コンサルティング事業部長、ウォッチマンホールディングス（小売）代表取締役、ソフトバンク子会社・ダイヤモンドドットコム代表取締役、ユニットコム取締役・事業統括本部長の職を経て、2013年1月より香港に在住し、海外（香港）で日本商材の販売を行う食品ストアー「Japan Premium Store」のPresidentとして経営を行っている。物流会社時代は、ユニクロのインターネット通信販売、アスクル、TDK、さくらやなどの物流構築・改革を行っている。
2011年10月、『ジャパーン47chスーパー!』（毎日放送）に出演し、先輩であるダウンタウンの浜田雅功との思い出を語った。
2022年9月、『ヒロド歩美のレジェンドに会いたい 浜田雅功 初めての告白90分！』（朝日放送テレビ）で物流会社の副社長と紹介され、浜田雅功とのエピソードを語った。

## 出演作品
- ジャパーン47chスーパー!（毎日放送、2011年10月9日、11月9日・16日） - 「スター思い出ツーリスト」

## CD
- だんごのチャチャチャ（1999年）

カップリングにはどんきほ〜ての漫才が収録されていた。本人曰く「大量に売れ残った」という。

## 関係人物
- 月亭八方
- 太平かつみ